# Lobetanz
Lobetanz ist eine Oper (Originalbezeichnung: „Bühnenspiel“) in drei Akten des Komponisten Ludwig Thuille; für das Libretto zeichnete Otto Julius Bierbaum verantwortlich. Seine Uraufführung erlebte das Werk am 6. Februar 1898 im Hoftheater Karlsruhe.

## Handlung

### Erster Akt
Blühender Blumengarten mit Laube und Springbrunnen

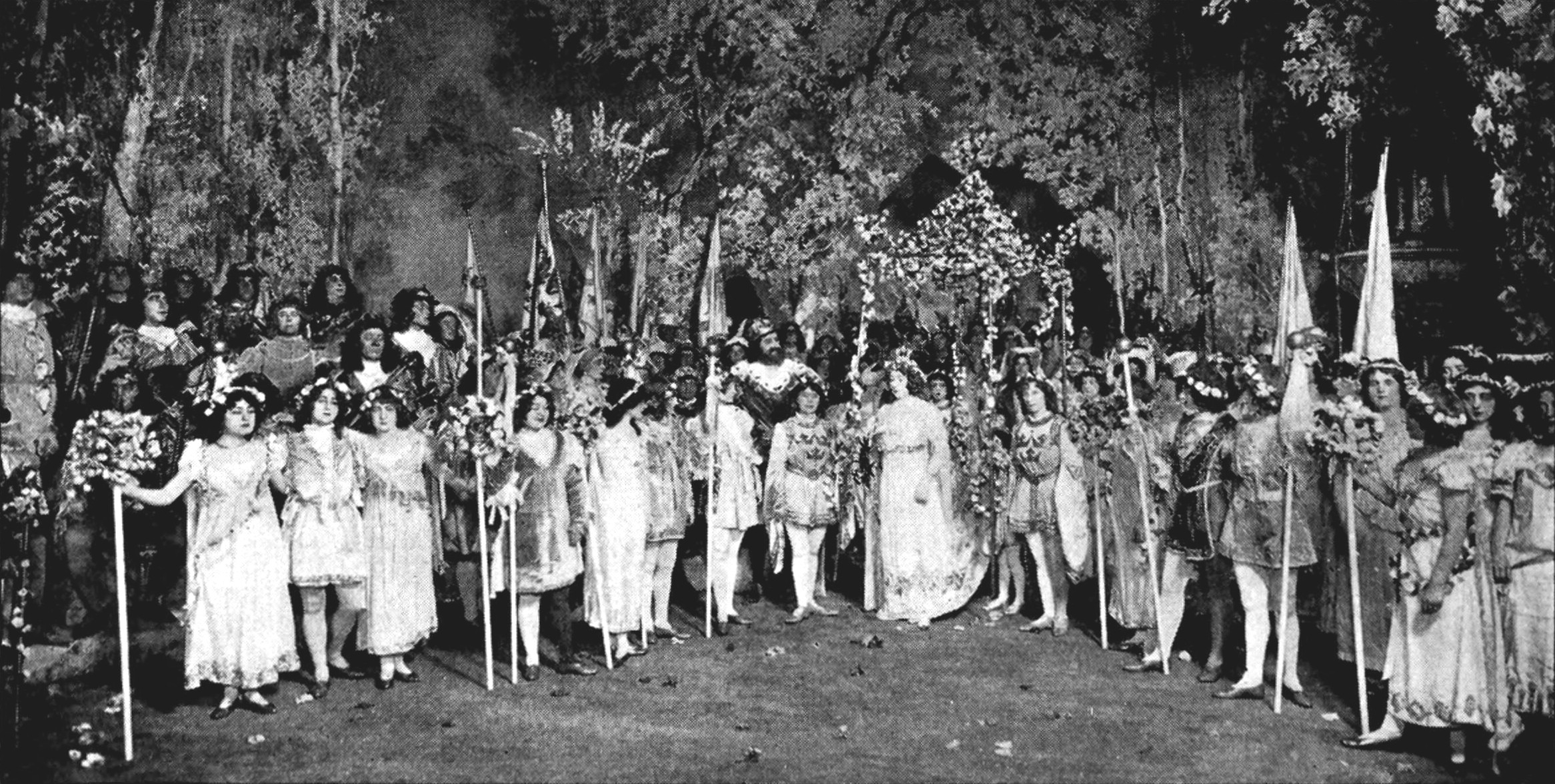
Erster Akt: Das Blumenfest

Eine Gruppe junger Mädchen streut Rosen und singt ein Tanzlied („Es ist ein Reihen geschlungen“). Da erscheint der fahrende Sänger Lobetanz auf der Gartenmauer und hört ihnen zu. Keck springt er in den Garten und schließt sich den jungen Frauen an. Da er aber bald merkt, dass er mit seiner alten Fidel und seiner schäbigen Kleidung auffällt, will er sich wieder verabschieden. Er wird aufgehalten  und er erfährt, dass die junge hübsche Tochter des Königs plötzlich erkrankt sei (Lied „Im Schloß, wo unser König wohnt“). Kein Arzt wisse sie zu heilen und daher hat der König einen Singetag angeordnet. Mit Gesang und Heiterkeit hofft der König, eine Chance auf Heilung seiner Tochter zu haben.

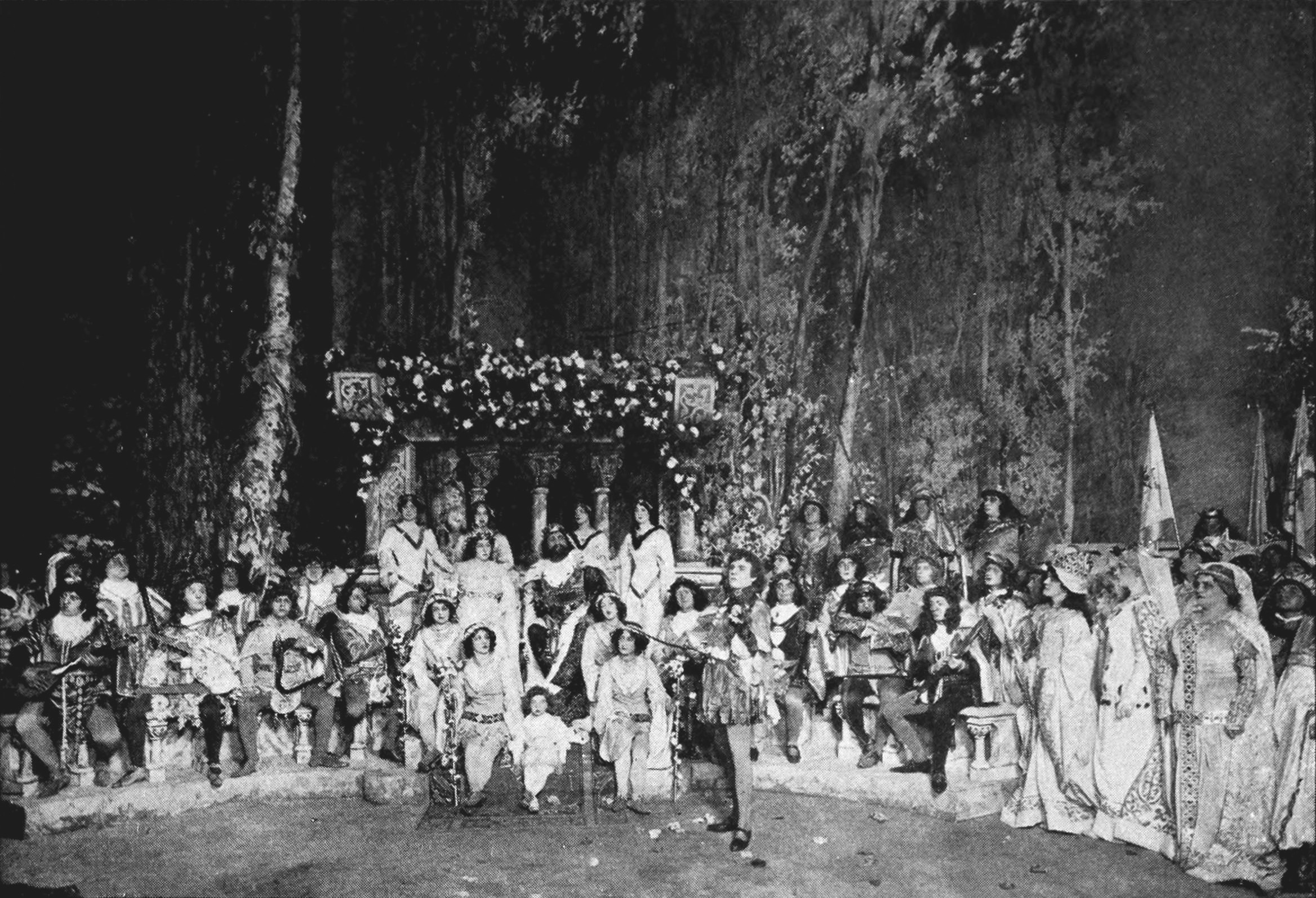
Erster Akt: Lobetanz spielt für die Prinzessin

Nun sind alle Musiker und Sänger des Königreiches beschäftigt, lustige Weisen zu ersinnen. Die jungen Frauen bitten Lobetanz, zu bleiben und sein Glück zu versuchen. Sie versprechen ihm auch, seine Kleidung mit den königlichen Rosen zu verzieren. Schon nähert sich eine Prozession, angeführt vom König und seiner kranken Tochter. Auf Befehl des Königs begrüßt die Prinzessin alle Erschienenen (Lied „An allen Zweigen das reine Weiß“). Eigentlich sollte nun der Wettkampf der Künstler beginnen. Doch jeder will der Erste sein und darüber geraten alle in einen furchtbaren Streit. Plötzlich erklingt aus der Laube, in der sich Lobetanz versteckt hatte, eine zarte Melodie. Die Prinzessin horcht auf und Lobetanz muss erscheinen.
Obwohl die anwesenden Musiker und Sänger protestieren, verlangt die Königstochter von Lobetanz ein Lied („Soll ich singen zu dir?“).  Dieses Lied ergreift die Prinzessin so stark, dass sie ohnmächtig zu Boden fällt. Es beginnt ein Aufruhr und man verlangt vom König, Lobetanz als Zauberer hinzurichten. Dieser kann aber fliehen und die Prinzessin kommt wieder zu sich.

### Zweiter Akt
Waldwiese mit Försterhaus und einer Linde mit Hochsitz
Lobetanz besucht tief im Wald den alten Förster und singt ihm zu Ehren das Lied „Lenz, deine Wunder sind tief“. Dabei sitzt er in einem Lindenbaum, in dem sich vor Jahren die Prinzessin eine Laube hat errichten lassen. Lobetanz erzählt dem Förster von seinem Abenteuer und dass ein Rabe ihm seine Mütze gestohlen habe. Nach Meinung des Försters hat der Rabe die Mütze zum Henker auf den Richtplatz gebracht. Als der Förster wieder seiner Arbeit nachgeht, träumt Lobetanz in der Linde von seiner Mutter (Lied „Will mein Junge Äpfel haben“) und von der Prinzessin (Lied „Blau wie das Wasser im See“).
Da erscheint die Prinzessin allein und ist ganz in Gedanken. Als sich beide erkennen (Duett „Die Welt versinkt uns weltenweit“) wird sie wieder fröhlich und gesund. Lobetanz singt ihr sein Lieblingslied („Sitz im Sattel, reite!“) und die Königstochter wird immer vergnügter. Das Tête-à-tête wird durch den König gestört, der mit seinem Gefolge auf einem Jagdausflug ist. Er lässt Lobetanz verhaften, um ihm als Zauberer den Prozess zu machen. Vor Schreck ist die Prinzessin wieder in ihren früheren Zustand gefallen.

### Dritter Akt
Kerker
In den einzelnen Abteilen des Kerkers liegen die angeketteten Gefangenen; darunter auch zwei Bettlerinnen. Diese verspotten Lobetanz mit seiner Fidel, weil er sich in die Königstochter verliebt hatte (Lied „Bist ein junger Geselle“). Als Antwort will er ihnen auch ein Lied singen, eine lustige Weise vom Tod („Stell die Uhr ab, Freund Hein“). Nach anfänglichem Schweigen stimmen die anderen in den Refrain mit ein und einige begleiten diese traurig-grausige Ballade sogar pantomimisch. Plötzlich erscheint der Henker und unterbricht Lobetanz' Spiel. Er kettet ihn los und führt ihn zum Richtplatz.
Kahle Wiese mit einem Galgen. Morgenröte

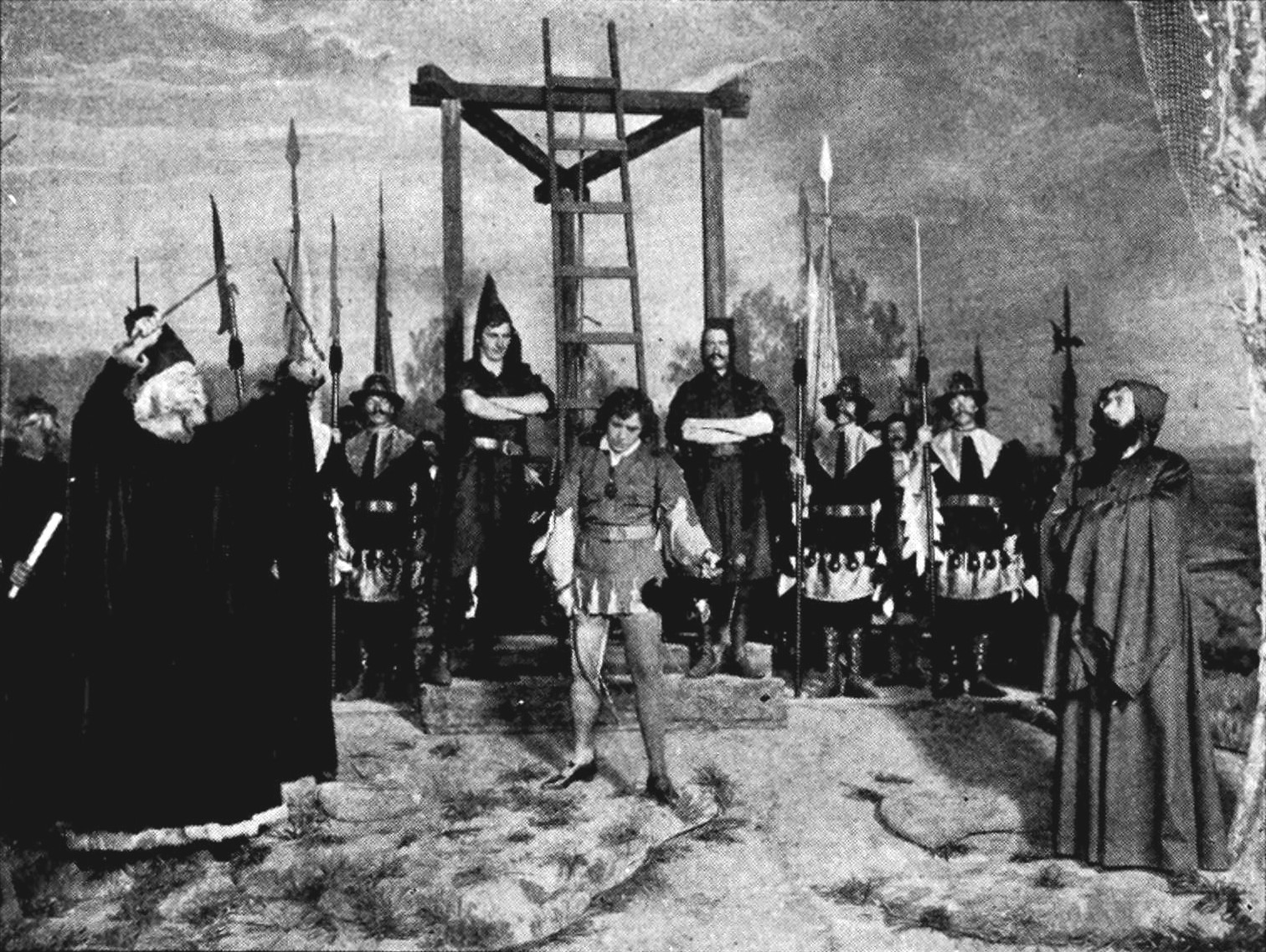
Die Galgenszene

Die Schaulustigen strömen neugierig hinzu und ein junger Mann stimmt das Lied „Noch ehe die Sonne den Nebel hob“ an. Lobetanz wird vom Henker vor den Richter geführt und dieser verkündet den Urteilsspruch: Tod durch den Strick. Wegen Zauberei, verübt an der Prinzessin, müsse er sterben, und mit seinem Blut soll der Zauberbann der Königstochter wieder gelöst werden.
Die Prinzessin wird auf einer Bahre herbeigeschafft und Lobetanz soll seine letzten Worte sprechen. Auf seine (und des Volkes) Bitte darf er ein letztes Mal auf seiner Fidel spielen. Bei den ersten Klängen des Liedes „Weißt du es noch, wie die Vögel uns sangen“ richtet sich die Kranke langsam auf und sieht Lobetanz verliebt an. Der König verspricht, Gnade walten zu lassen, falls seine Tochter wieder gesund wird.
Lobetanz stimmt nun ein Tanzlied an („Blütenblätter jagt der Wind“) und verzaubert damit alle Anwesenden. Die Schaulustigen beginnen fröhlich zu tanzen, und selbst der Henker und der Richter tanzen mit. Als der König mit seiner Tochter in diesen Tanz mit einstimmt, lässt ein Rabe die gestohlene Mütze auf den Galgen fallen. Jubeld klärt man Lobetanz auf, dass dies nach alter Überlieferung eine anstehende Hochzeit bedeutet. Unter diesem Jubel fällt der Vorhang.

## Instrumentation

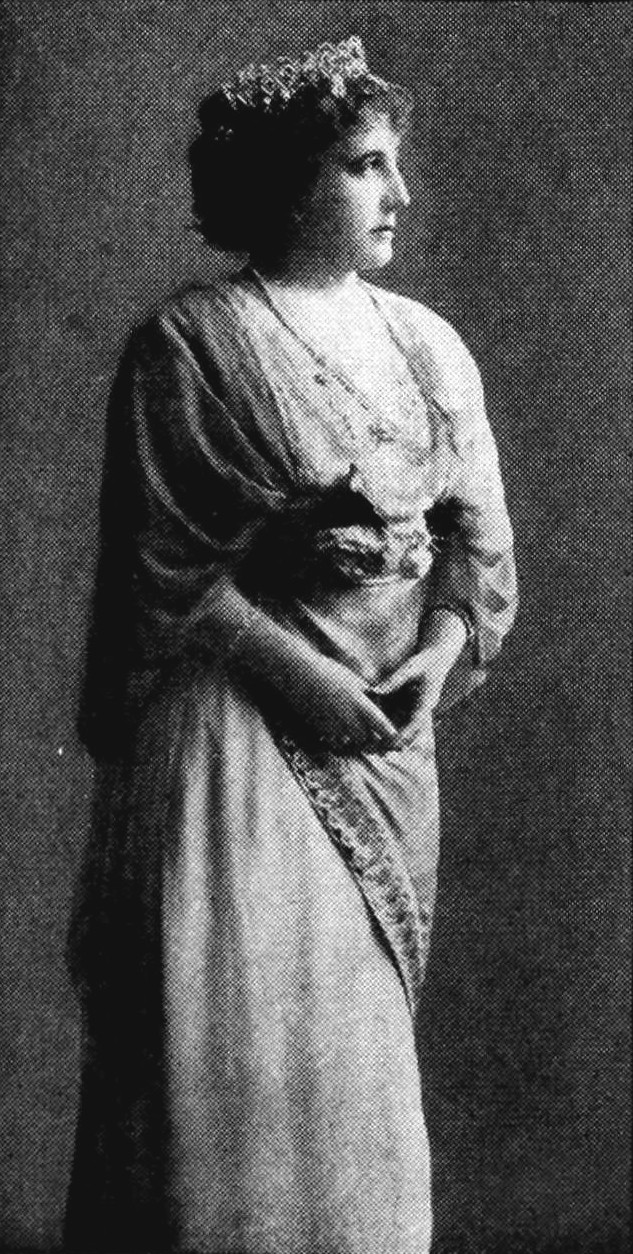
Johanna Gadski als Prinzessin

Die Orchesterbesetzung der Oper enthält die folgenden Instrumente:
- Holzbläser: drei Flöten (3. auch Piccolo), zwei Oboen, Englischhorn, zwei Klarinetten, Bassklarinette, zwei Fagotte, Kontrafagott
- Blechbläser: vier Hörner, drei Trompeten, drei Posaunen, Basstuba
- drei Pauken, Schlagzeug: große Trommel, kleine Trommel, Becken, Triangel, Tamburin, Xylophon, Kastagnetten, Tamtam
- Harfe
- Streicher
- Bühnenmusik: sechs Hörner

## Werkgeschichte
Die Uraufführung am 6. Februar 1898 im Hoftheater Karlsruhe dirigierte Felix Mottl. Regie führte Mathias Schön. Den Lobetanz sang Emil Gerhäuser, die Prinzessin Henriette Mottl und den König Fritz Plank.